# Близькосхідна археологія

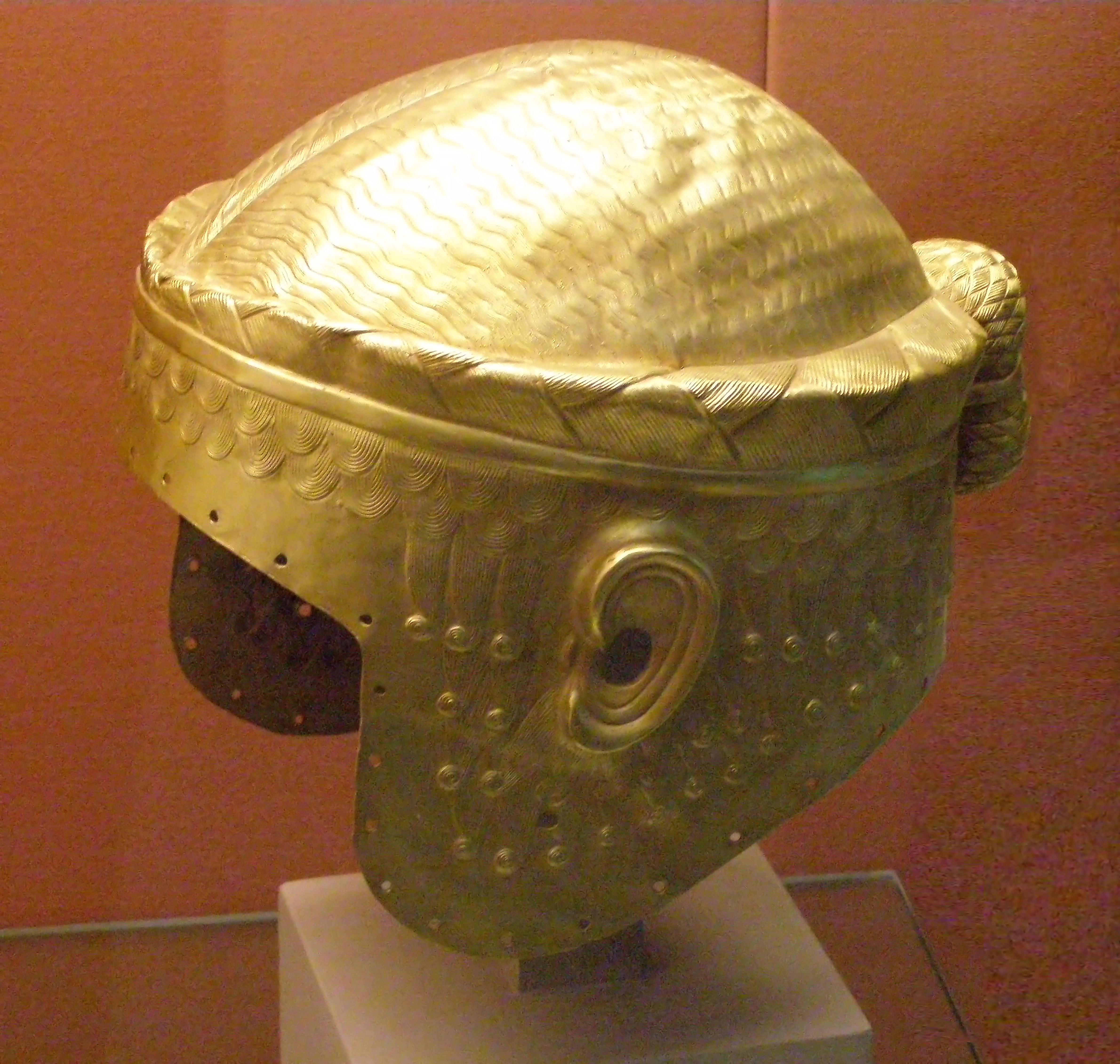
Шолом Мескаламдуг, електротипна копія Британського музею, оригінал знаходився в Музеї Іраку, Багдад. Отвори по краях дозволяють припустити, що зазвичай прикріплювали ще один елемент, як, наприклад, у повній масці, приписуваній Саргону Аккадському. Пучок волосся, прикріплений на потилиці, також можна побачити в інших правителів, таких як Саргон або Еаннатум на Стели шулік.

Близькосхідна археологія — регіональна галузь ширшої глобальної дисципліни археології. Загалом вона стосується розкопок і вивчення артефактів і матеріальної культури Близького Сходу від античності до недавнього минулого.

## Визначення
Визначення Близького Сходу зазвичай охоплює Західну Азію, Балкани і Північну Африку, включаючи історичний Родючий Півмісяць, Левант, Анатолію, Східну Фракію та Єгипет. Історія археологічних досліджень у цьому регіоні виросла з дисципліни біблійної археології ХІХ століття, зусиль переважно європейців виявити докази християнських біблійних оповідей. Значна частина археологічної роботи в цьому регіоні все ще проходить під впливом цієї дисципліни, хоча протягом останніх трьох десятиліть деякі археологи виявляють помітну тенденцію відмежовувати свою роботу від біблійних рамок.
Найпоширенішими галузями дослідження є біблійна археологія, яка займається регіоном та історією Біблії; ассиріологія, що стосується Месопотамії; єгиптологія, яка займається історією Стародавнього Єгипту; і доісторична археологія, що не прив'язана до регіону, а натомість має справу з витоками культури до винайдення писемності.

## Географічні підрозділи

### Єгипет
Єгиптологія є одним із прикладів спеціалізованої галузі, яка займається культурами долини Нілу в Єгипті та пов'язаних регіонах Африки на південь від Сахари, Синайського півострова на сході та частини Північної Африки. Вона включає вивчення мови, історію та археологію та інші споріднені дисципліни.

### Південний Левант
Назва Левант (або Сирія-Палестина) використовується для позначення території, прилеглої до східного узбережжя Середземного моря. Південний регіон, включений у цей термін, охоплює Ізраїль, Західний берег, сектор Газа та частину Йорданії. Палестина була її давньою римською та візантійською назвою, яка також використовувалася під час хрестових походів (1095—1291), періоду османського панування (1517—1917) та Британського мандату (1918—1948). Цей же регіон також називають Святою Землею, Землею Ізраїлю та Ханааном. Вищезгадані назви можуть сприйматися як такі, що мають політичний підтекст, а це означає, що більш нейтральний, географічно обґрунтований термін «Південний Левант» став популярним серед археологів, які бажають називати цю територію без упереджень чи політичної орієнтації. У багатьох контекстах Синайський півострів також вважається частиною Південного Леванту, хоча він є частиною сучасної держави Єгипет. Археологічно він відрізняється від центральної частини Єгипту, долини і дельти Нілу.

### Північний Левант
Термін північний Левант можна використовувати для позначення Лівану, сирійського узбережжя та частини середземноморського узбережжя Туреччини в провінції Хатай. Ці регіони часто включають у Велику Сирію, назву, яка використовується для позначення всієї території між Анатолією, Месопотамією та Аравією. Середземноморське узбережжя Лівану, Сирійської Арабської Республіки та частини північного Ізраїлю також відомі як Фінікія, на честь стародавнього царства. Однак цей термін страждає від тих самих проблем, що й Ханаан та його еквіваленти, і тому зараз зазвичай використовується лише в суворому історичному сенсі.

### Анатолія
Півострів Анатолія, більша частина сучасної Туреччини, омивається кількома морями та включає частини Північної Месопотамії. Тигр і Євфрат беруть початок у Туреччині і течуть на південь до Іраку.

### Кіпр
Кіпр (давня Аласія), великий острів у східному Середземномор'ї, був окремою культурною одиницею протягом більшості періодів людської окупації. Однак його близькість як до Анатолії, так і до північного та південного Леванту була відповідальною за впливи з обох цих регіонів. Це особливо актуально, оскільки Кіпр був важливим джерелом міді для більшої частини регіону.

### Межиріччя
Вважається, що Межиріччя («Країна двох річок») починається більш-менш поблизу сучасного кордону з Іраком і належить до рівнинної долини південного Тигру та Євфрату та їхніх приток. Ці річки впадають у водний шлях Шатт-ель-Араб, який відділяє Ірак від Ірану. Шумерологія — це дуже спеціалізована дисципліна, яка займається історією, мовою та археологією стародавнього Шумеру (південне Межиріччя), переважно протягом IV-го та III-го тисячоліть до нашої ери. Ассиріологія має справу з ассирійцями, які прийшли на зміну шумерам, і охоплює більшу частину регіону, поки ця мова ще була в ужитку.

### Іран
Іран, іноді відомий як Персія, включає велике плато та його периферію, включаючи гори Загрос. Піддисципліни цього регіону стосуються в основному мов, історії та археології регіонів у цій великій території.

### Аравійський півострів
Аравійський півострів і його прибережні острови є окремою географічною зоною, яка має контакти з Синаєм, добре зволоженими регіонами на півночі, і морем з далеким сходом.

## Організації
Через історичний інтерес до археології Близького Сходу, особливо через біблійні зв'язки цього регіону, існує велика кількість організацій, що займаються археологічними дослідженнями регіону. Серед них Американське товариство зарубіжних досліджень, яке видає журнал Near Eastern Archaeology Magazine, Рада британських досліджень у Леванті, яка видає журнал Levant, та Нідерландський інститут Близького Сходу, який видає журнал Bibliotheca Orientalis.

### Подальше читання
- Richard, Suzanne (2003). Near Eastern Archaeology: A Reader (англ.). Eisenbrauns. ISBN 978-1-57506-083-5.